# 克拉拉·馬蘭戈尼
卡拉·馬蘭戈尼（義大利語：Carla Marangoni），常被稱為克拉拉·馬蘭戈尼（義大利語：Clara Marangoni，1915年11月13日—2018年1月18日），義大利女子競技體操運動員，曾代表義大利參加1928年夏季奧林匹克運動會，獲得女子團體項目的銀牌，也與隊友成為首批獲得奧運會獎牌的義大利女子運動員。馬蘭戈尼於2018年1月18日去世，享壽102歲，去世前曾是年紀最老的奧運會獎牌得主。

## 外部連結
- Clara Marangoni's profile at databaseOlympics
- Clara Marangoni's profile at Sports Reference.com